# イアン・カーティス
イアン・カーティス（Ian Curtis, 1956年7月15日 - 1980年5月18日）は、イギリスの歌手。ジョイ・ディヴィジョンのボーカルで、作詞を担当した。

## 概説
ジョイ・ディヴィジョンのヨーロッパ・ツアーを終了させ、アメリカ・ツアー目前の1980年5月18日に首を吊り自殺した。23歳没。遺書は見つかっていないが、持病のてんかんの悪化や、妻と愛人との問題などが理由とされている。歌い方はパンク・ロックの影響下にあった当時のバンドのボーカルとしては珍しく、腹の底から響く張りのあるバリトン・ボイスだった。内省的な歌詞とエキセントリックなパフォーマンスで、長い経済不況にあえいでいた1970年代後半のイギリスの若者たちから大きな共感を得た。
「Q誌の選ぶ歴史上最も偉大な100人のシンガー」において第88位。

## 生涯

### 少年時代
1956年7月15日生まれ。マンチェスターから南へ20キロメートルほど離れたマクルズフィールドで育つ。両親と4歳下の妹との4人家族。労働者階級の家庭で育った。家族仲は良く、読書家で大人しい少年だった。文学と歴史、特に音楽に熱中するようになり、デヴィッド・ボウイやイギー・ポップ、ルー・リードに憧れ、高校時代には音楽で成功することへの志を強く持つようになる。
1975年、19歳で高校時代のガールフレンド、デボラと結婚。公務員となり、障害者のための職業安定所で勤務する。

### ジョイ・ディヴィジョン
バンド結成を目指し、メンバー探しにマンチェスターのパブやクラブを巡る中で、バーナード・サムナーとピーター・フックに出会う。1976年7月20日マンチェスターで行われたセックス・ピストルズのギグを見て大きな衝撃を受け、サムナーとフックが結成したバンドにボーカルとして応募する。このギグはセックス・ピストルズのマンチェスターでの2回目の公演で、サムナーとフックはすでに1回目の6月4日のギグを見て触発され、バンドを結成していた。ボーカルが決まらず、募集広告を出していたが、すでに知り合いだったカーティスの応募により即決。1977年に初めてステージに立つ。バンド名は「ワルシャワ」で、当時はまだドラマーが定まっていなかった。しばらくして、イアンの母校の後輩であったスティーヴン・モリスがドラマーとして加入し、メンバーが固定する。
1978年初頭、同じ名前のバンドがあり、紛らわしさを避けるため、バンド名を「ジョイ・ディヴィジョン」（ナチス・ドイツ将校専用の慰安所）に変更する。9月、ジョイ・ディヴィジョンはマンチェスターのテレビ局グラナダTVの名物MCトニー・ウィルソンがホストを務める音楽番組に出演し、「シャドウプレイ」を演奏する。このテレビ出演は、初対面のトニー・ウィルソンにカーティスがアポイントなしで近づき、「僕たちをテレビに出せ」と詰め寄ったことがきっかけだった。さらに、トニー・ウィルソンが新たに設立したインディーズ・レーベル、ファクトリー・レコードと契約し、徐々に活動の幅を広げていく。12月、ロンドンで初ライブを行うが、観客は30人程度しかいなかった。落胆したカーティスは、この時初めて、帰路の車の中で激しいてんかんの発作を起こす。以後、頻発する発作に悩まされるようになる。
1979年4月、一人娘のナタリーが誕生。6月にファースト・アルバム『アンノウン・プレジャーズ』をリリース。低予算で宣伝費は抑えられていたが、初回限定5000枚は即完売、音楽雑誌はこぞって絶賛し、パンク以後の音楽界の流れを方向づけるグループとして注目される。ライヴとレコーディングは急増し、バンド活動に専念するために退職するが、ジョイ・ディヴィジョンを中心にファミリーのように堅固に結束していたファクトリーと、家庭との溝は深まり、また、悪化するてんかんと同時に鬱病にも悩まされるようになる。この年の10月、ジョイ・ディヴィジョンはベルギーで行われたアート・イベントに参加する。イベントの興行主であったベルギー人女性アニック・オノレとカーティスは、ファン雑誌のインタビューを通じて知り合い、愛人関係になる。アニック・オノレはベルギーの音楽レーベル、クレプスキュールの創設者で、ベルギー、フランスなどにおけるジョイ・ディヴィジョン紹介に深く関わり、12月から翌年の1月にかけて行われたジョイ・ディヴィジョンのヨーロッパ・ツアーにも同行するなど、二人の仲はバンド公認のものであった。
1980年、ヨーロッパ・ツアーを経て、3月、セカンド・アルバム『クローサー』のレコーディングを終える。4月には、最大のヒット曲となる「ラブ・ウィル・テア・アス・アパート」をリリース。アメリカ・ツアーも決定し、すべてがバンドの成功へ向けて急速に動いていた。しかし、ハードなスケジュールをこなす中での病気の悪化、それによってバンドの重荷になっているという自責の念、ロックスターであり続けることへのプレッシャー、妻と愛人の間での苦悩などから、精神的にも肉体的にも追い詰められ、4月7日にてんかんの治療薬を大量に飲み、自殺未遂を起こす。以後自宅には戻らずメンバーや関係者の家を転々とし、最終的に実家の両親のもとへ戻る。バンド結成当時には、音楽家として成功することへの野心を誰よりも強く持っていたが、すでにそのモチベーションはなく、バンドを抜けたい、オランダに行って本屋をやりたいなどとメンバーに漏らしていた。

### 死

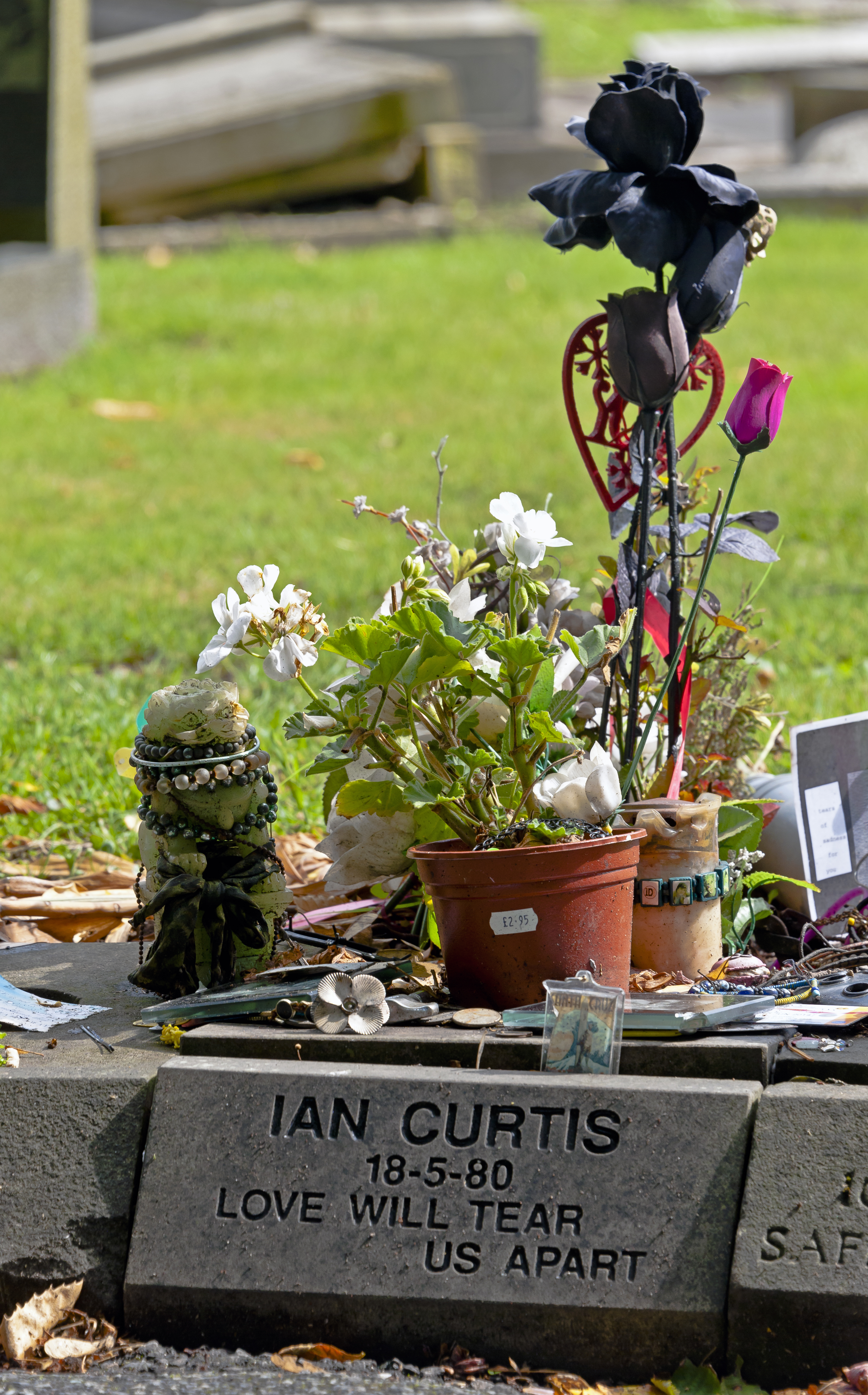

最後のライブとなったのは、5月2日のバーミンガム大学でのライブである（のちに「セレモニー」のタイトルがつけられた新曲が披露された。ジョイ・ディヴィジョンの幻のシングルとなったこの曲は、残った3人のメンバーが結成したニュー・オーダーのデビュー・シングルとなった。最後に歌った曲は「デジタル」。このライブは、コンピレーション・アルバム『スティル』に収録されている）。
5月17日、妻デボラと離婚の話し合いをするため自宅へ戻る。デボラがアルバイト先から自宅へ戻る前に、カーティスはBBCテレビで放送されていたニュー・ジャーマン・シネマを代表する映画監督、ヴェルナー・ヘルツォークの映画『シュトロツェクの不思議な旅』を見ていた。それは、自由の国を夢見てベルリンからアメリカに渡ったストリート・シンガーの主人公が、破滅して自殺するという重く悲惨な内容であった。離婚についての話し合いは決着しないまま、デボラは娘を連れて自分の両親の家へ帰る。自宅に一人残り、18日未明に台所で首を吊り自殺。18日の午前11時頃、戻ってきたデボラにより発見される。遺書はなく、デボラにあてた手紙があった。また、抗てんかん薬を飲んだ跡があったこと、ターンテーブルには、イギー・ポップの『イディオット』がかかったままであったことがわかっている。アメリカツアーには、翌日の5月19日に出発する予定であった。23歳没。
遺作となった『クローサー』は7月に発売され、英チャート6位のヒットとなった。墓石にはデボラの希望により「ラブ・ウィル・テア・アス・アパート（愛が私たちを引き裂いていく）」の文字が刻まれた（右画像参照）。
残った3人のメンバーは（だれか1人でもメンバーが欠けたらバンド名を変更することになっていたため）バンド名をニュー・オーダーと変更し、イアン・カーティスの自殺を知らされた日のことを歌った「ブルー・マンデー」は世界的な大ヒットとなった。

## 人物
「狂わんばかりの風車へと変化していくあの様」（スティーヴン・モリス）というステージ上の顔は、公務員としての顔とあまりにもかけ離れていた。気性の差が激しく、実生活でも、普段は穏やかで優しく、礼儀正しいが、突如逆上して激情を露わにすることがあった。てんかんの治療で大量の投薬を受けるようになってから、とくに躁鬱の差が激しくなり、バーナード・サムナーは、てんかんの薬が結果的に精神状態に悪影響を及ぼしたのではないかと指摘している。また、周囲に気を遣い、周囲に合わせて無理をするところがあり、期待に応えられないことがプレッシャーになったのではないかとメンバーは語っている。
勤め先の障害者のための求職センターでは、障害者たちに懸命につくし、同時に、彼らから強い影響を受けていた。「シーズ・ロスト・コントロール」は、職安に来ていたてんかんの少女が死んでしまったことにショックをうけて書いた詩である。
愛犬家で、飼い犬キャンディの写真を持ち歩いていた。

### ボーカルスタイル
ステージでの激しく痙攣した動きと取り憑かれたような表情で、観る者に強烈な印象を与えカルト的な人気を得たが、それらのパフォーマンスはてんかんの発作の前駆症状に酷似していた（ステージ上でそのまま発作を起こしたこともあった）。

### 詩
詩作を好んだ文学青年らしく、インスパイアされた文学作品を髣髴させる歌詞が多い。「デッド・ソウルズ」はニコライ・ゴーゴリに同名の小説（邦題『死せる魂』）、「アトロシティ・エキシビション」はJ・G・バラードに同名の短編集（邦題『残虐行為展覧会』）がある。「インターゾーン」はウィリアム・バロウズの『裸のランチ』において、対立する世界の中立地帯として位置づけられている都市の名称（のちにバロウズは『インターゾーン』のタイトルで小説も書いている）である。この他に、T・S・エリオット、ジョセフ・コンラッドが好きな作家として知られている。
自己の内面を執拗に問いかける詩は、孤独、不安、絶望の感情に満ちている。体制への怒りを表現したパンクに対し、カーティスの詩には、自分自身に対する怒りが強く表れている。
自身をとりまく世界の崩壊が暗喩を駆使した文学的な表現で冷徹に描かれる一方で、悲嘆を率直に吐露する表現もみられ、デジタルで無機的なフレーズと情緒的なフレーズが拮抗するジョイ・ディヴィジョンのサウンドと相まって、理性と激情が葛藤する独自の内面世界が描き出されている。
インタビューでは自身の詩について、特にメッセージなどはなく、どうとでも好きなように解釈してもらえればいいと語っている。
周囲の人々は、詩の内容についてあまり気にとめず、詩に表れている苦悩がカーティス自身のものであるとは思っていなかった。『クローサー』の歌詞があまりにも鬱々とした暗いものであることに不安を感じていたアニック・オノレに対し、所属レーベルの社長であったトニー・ウィルソンは、詩はあくまでもアートなのだから、恐れる必要はないと話したという。

## 演じた俳優
- ショーン・ハリス（24アワー・パーティー・ピープル (24HOUR PARTY PEOPLE)/2002年 マイケル・ウインターボトム監督- 所属レーベル、ファクトリー・レコードの盛衰を描く。前半の物語はジョイ・ディヴィジョンが中心となる）
- サム・ライリー（コントロール (Control)/2007年 - 日本では2008年に公開。アントン・コービン監督-妻デボラの著書、タッチング・フロム・ア・ディスタンスをベースにイアン・カーティスの半生を描く）